# Lhotka (Obořiště)
Lhotka je malá vesnice, část obce Obořiště v okrese Příbram ve Středočeském kraji. Nachází se asi 1,5 kilometru severně od Obořiště a tři kilometry jihozápadně od Dobříše. Vesnicí prochází dálnice D4. V roce 2011 zde trvale žilo 54 obyvatel.
Lhotka leží v katastrálním území Lhotka u Dobříše o rozloze 1,93 km².

## Historie
První písemná zmínka o vesnici pochází z roku 1454.

## Obyvatelstvo
| Rok            | 1869 | 1880 | 1890 | 1900 | 1910 | 1921 | 1930 | 1950 | 1961 | 1970 | 1980 | 1991 | 2001 | 2011 | 2021 |
| -------------- | ---- | ---- | ---- | ---- | ---- | ---- | ---- | ---- | ---- | ---- | ---- | ---- | ---- | ---- | ---- |
| Počet obyvatel | 141  | 131  | 141  | 170  | 164  | 170  | 144  | 97   | 109  | 115  | 81   | 58   | 43   | 54   | 53   |
| Počet domů     | 23   | 22   | 25   | 26   | 27   | 28   | 30   | 31   | 29   | 29   | 25   | 28   | 28   | 28   | 29   |

## Obecní správa
Při sčítání lidu v letech 1850–1948 Lhotka byla osadou obce Svaté Pole v okrese Příbram. V letech 1948–1964 byla samostatnou obcí, se kterým patřila nejprve do okresu Dobříš, ale od roku 1960 v okrese Příbram. Od 14. června 1964 jsou částí obce Obořiště v okrese Příbram.